# Vice sovrintendente
Il vice sovrintendente è la qualifica base del ruolo dei sovrintendenti della Polizia di Stato, del Corpo di Polizia Penitenziaria e, fino al 31 dicembre 2016, del Corpo Forestale dello Stato. Il vice sovrintendente riveste la qualifica di ufficiale di Polizia Giudiziaria ed agente di pubblica sicurezza. Fino al 1981 la qualifica di vice sovrintendente era conosciuta come vice brigadiere di pubblica sicurezza.
Il distintivo di qualifica del vice sovrintendente consiste in un rombo color oro per il personale appartenente alla Polizia di Stato e in un rombo color argento per il personale appartenente alla Polizia Penitenziaria.

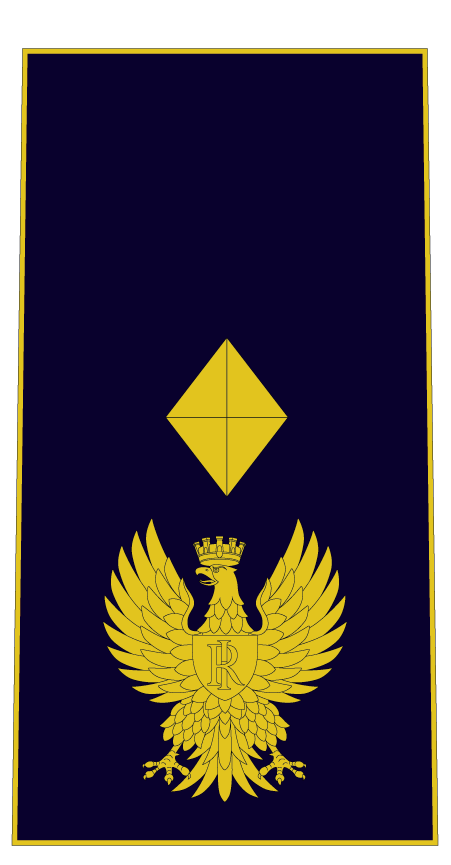
Distintivo di qualifica per controspallina di vice sovrintendente della Polizia di Stato
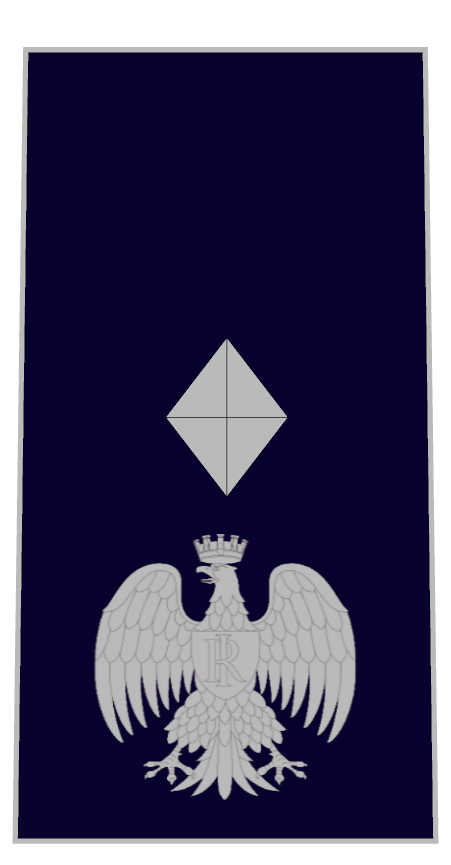
Distintivo di qualifica per controspallina di vice sovrintendente della Polizia Penitenziaria

## Comparazione con i gradi delle forze armate italiane

Distintivo di grado per controspallina di sergente dell'Esercito Italiano
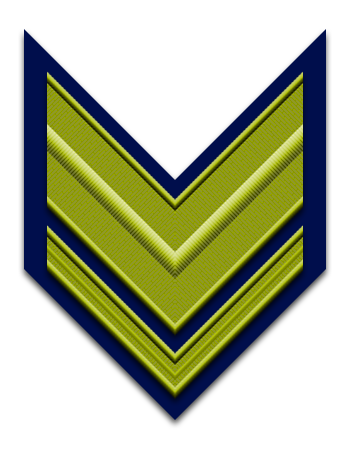
Distintivo da braccio di sergente dell'Aeronautica Militare
Distintivo di grado di sergente della Marina Militare
Il distintivo per spallina di vice brigadiere dell'Arma dei Carabinieri

## Comparazione con i gradi dei corpi ad ordinamento militare

Distintivo di grado per controspallina di vice brigadiere della Guardia di Finanza
Distintivo di grado per controspallina di sergente del Corpo militare volontario della Croce Rossa Italiana
Distintivo di grado per controspallina di sergente del Corpo militare dell'ACISMOM